# Hanging Rock

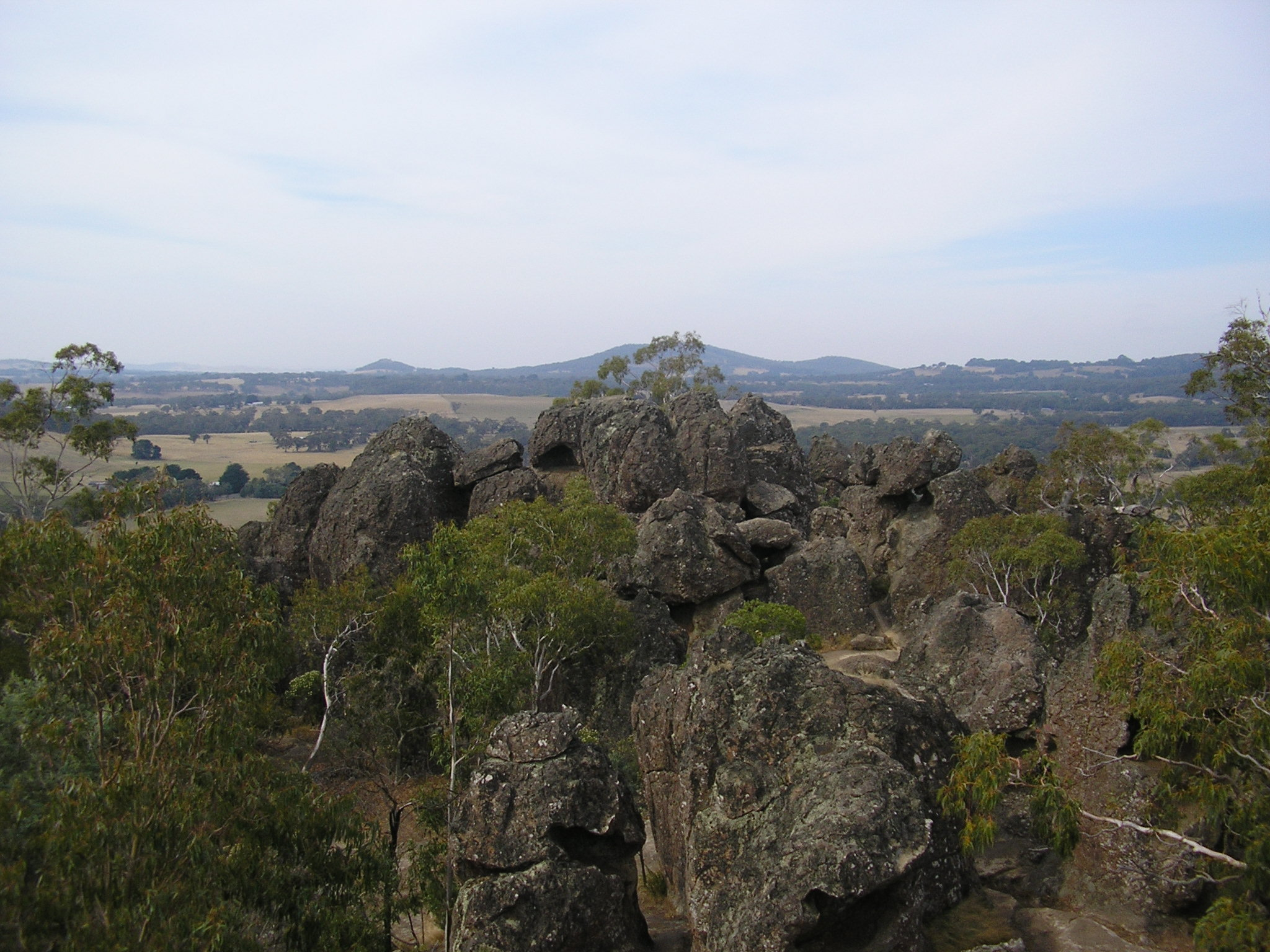
Hanging Rock

Hanging Rock är en berömd vulkanklippa med fascinerande och groteskt surrealistiska klippformationer i delstaten Victoria i södra Australien, cirka 80 km norr om Melbourne. Nationalparken med samma namn, belägen i närheten av bergskedjan Macedon Ranges, mitt på det platta och bördiga slättlandet Hesket Plains, besöks årligen av över 100 000 människor.
Hanging Rocks berömmelse vilar i hög grad på den australiske regissören Peter Weirs internationellt mycket framgångsrika och hyllade film "Picnic at Hanging Rock" ("Utflykt i det okända") från 1975. Filmen är baserad på en roman från 1967, skriven av den australiska författaren Joan Lindsay, och handlar om hur tre tonåriga skolflickor och en lärarinna från det exklusiva flickinternatet Appleyard College spårlöst försvinner vid en utflykt till Hanging Rock på Valentindagen den 14 februari 1900. Även om något sådant försvinnande aldrig ägde rum vid Hanging Rock vid just denna tidpunkt, antydde Lindsay att hennes roman skulle vara baserad på en verklig, historisk händelse och att handlingen därmed också skulle vara en blandning av fiktion och fakta.